# Дунецкий, Лешек
Лешек Дунецкий (пол. Leszek Dunecki; род. 2 октября 1956, Торунь) — польский легкоатлет (спринтерский бег, прыжок в длину), чемпион и призёр чемпионатов Европы, серебряный призёр летних Олимпийских игр 1980 года в Москве.

## Карьера
В 1975 году стал чемпионом Европы среди юниоров в прыжках в длину с результатом 798 см. Победитель (1979, 1981) и бронзовый призёр (1977) розыгрышей Кубка Европы в эстафете 4×100 метров. В 1978 году стал чемпионом Европы в эстафете 4×100 метров. В 1979 году стал серебряным призёром чемпионата Европы 1979 года в Вене в беге на 60 метров. Серебряный призёр Кубка мира 1979 года в Монреале в беге на 200 метров. Победитель Кубка мира 1981 года в эстафете 4×100 метров. На Олимпиаде в Москве в составе сборной Польши стал серебряным призёром в эстафете 4×100 метров.